# John Brashear
John Brashear (Brownsville, 24 novembre 1840 – Brownsville, 8 aprile 1920) è stato un astronomo statunitense.

## Biografia
Suo padre, Basil Brown Brashear, era un sellaio e sua madre, Julia Smith Brashear, era un'insegnante di scuola. Era il più grande di sette figli. Da ragazzo, John Brashear è stato fortemente influenzato dal nonno materno, Nathanial Smith, un riparatore di orologi. Quando aveva nove anni, suo nonno lo portò a vedere attraverso il telescopio dello "scudiero" Joseph P. Wampler, che installò il suo telescopio da viaggio a Brownsville. Quella visione della luna e del pianeta Saturno rappresentarono una grande ispirazione per il resto della sua vita. Dopo aver ricevuto un'istruzione scolastica comune fino all'età di 15 anni, divenne apprendista di un macchinista e imparò il suo mestiere all'età di 20 anni.
A partire dal 1861 Brashear lavorò come tecnico in un'acciaieria a laminazione a Pittsburgh. Ha perseguito il suo amore per l'astronomia di notte, con l'aiuto di sua moglie Phoebe Stewart, un'insegnante di scuola domenicale che Brashear incontrò nel 1861 e sposò nel 1862. Avendo pochi mezzi per acquistare un telescopio, Brashear costruì la propria officina da un capannone di carbone di tre metri quadrati dietro casa sua e iniziò a costruire il proprio rifrattore.

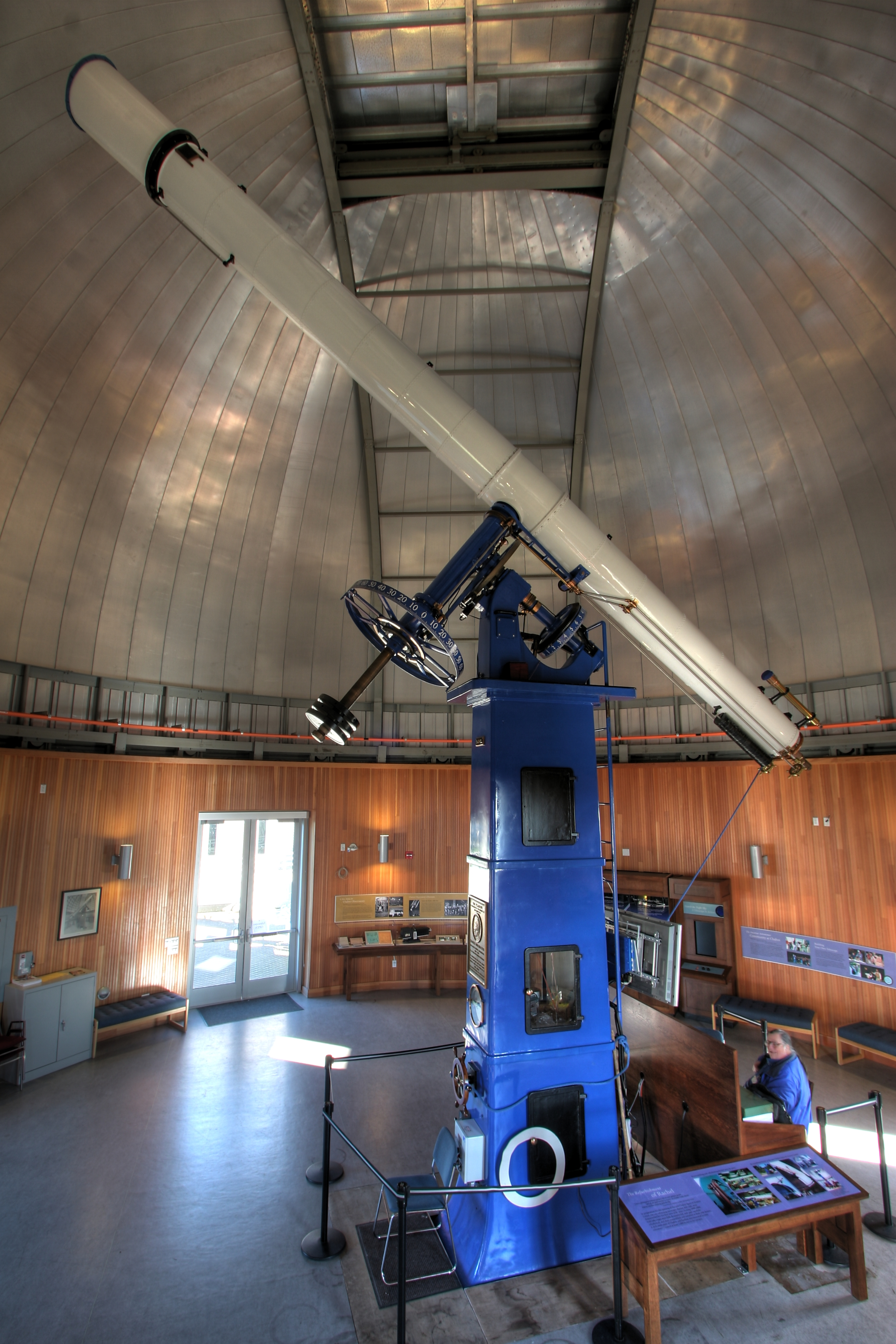
Telescopio da 20"

A partire dal 1880, dedicò il suo tempo alla fabbricazione di strumenti astronomici e scientifici ed eseguì vari esperimenti. Ha sviluppato un meotdo di argentatura migliorato, che sarebbe diventato lo standard per il rivestimento dei primi specchi superficiali (noto come "processo Brashear") fino a quando la metallizzazione sotto vuoto non iniziò a sostituirlo nel 1932.
Brashear brevettò pochi strumenti e non brevettò mai le sue tecniche. Ha fondato la "John A. Brashear Co." con suo genero e socio, James Brown McDowell (ora una divisione di L-3 Communications e ancora con sede a Pittsburgh). I suoi strumenti hanno guadagnato il rispetto in tutto il mondo. Gli elementi ottici e gli strumenti di precisione prodotti da John Brashear sono stati acquistati per la loro qualità da quasi tutti gli osservatori importanti del mondo. Alcuni sono ancora in uso oggi. Una squadra che stava demolendo la sua fabbrica ha trovato una capsula del tempo che è diventata oggetto di controversia.
Nel 1892 Brashear fece il secondo di tre viaggi in Europa, questa volta fornendo un giro di conferenze. Nel 1898 divenne direttore dell'Osservatorio Allegheny a Pittsburgh, continuando in questo incarico fino al 1900.
Dal 1901 al 1904 fu rettore ad interim della Western University of Pennsylvania, ora nota come University of Pittsburgh, dopo aver prestato servizio come membro del consiglio di amministrazione dal 1896. Brashear è stato anche un fiduciario dell'Università Carnegie Mellon ed è stato presidente dell'Academy of Science and Art.
Anche John e Phoebe Brashear erano attivi nella loro chiesa. Ha servito come direttore del coro della chiesa episcopale metodista di Bingham Street e ha organizzato la Cantata Society, composta da cori di chiese del South Side di Pittsburgh. Durante l'Esposizione internazionale Panama-Pacifico (1915), in cui fu esposto un telescopio Warner-Swasey da 20" con ottica Brashear, Brashear fu nominato "l'uomo più illustre dello Stato" dal governatore della Pennsylvania Martin Grove Brumbaugh. Il telescopio è ancora in uso oggi al Chabot Space and Science Center di Oakland, in California.
John Brashear era ammirato e amato dai colleghi della Pennsylvania occidentale e dagli astronomi internazionali, che lo chiamavano familiarmente "Zio John".
Nel 1919, soffrì di avvelenamento da ptomaina (un termine obsoleto per intossicazione alimentare), che gli provocò una malattia debilitante della durata di sei mesi. Morì all'età di 79 anni nella sua casa di Perrysville Avenue. Il suo corpo è stato tenuto in stato nella Sala Grande del Monumento ai Soldati e ai Marinai.
Le sue ceneri sono sepolte in una cripta sotto il telescopio Keeler all'Osservatorio di Allegheny, insieme a quelle di sua moglie. Una targa sulla cripta recita: "Abbiamo amato troppo le stelle per avere paura della notte", una parafrasi dell'ultimo verso della poesia "The Old Astronomer to His Pupil" di Sarah Williams.

## Onorificenze

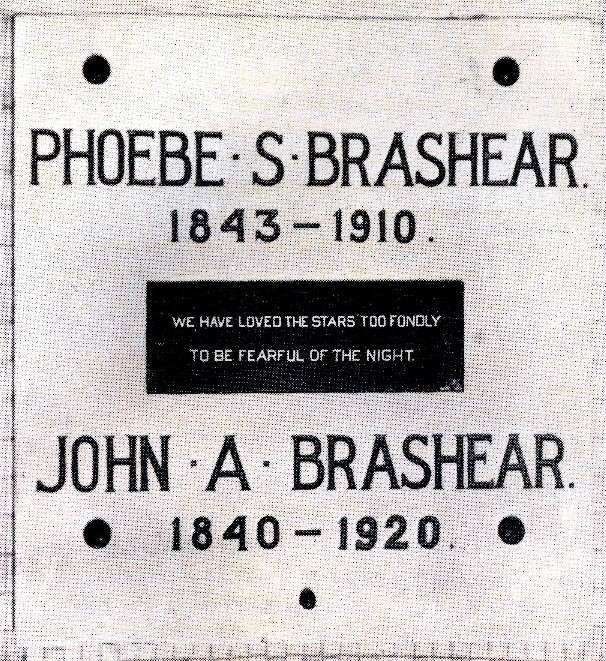
Targa nella cripta dell'Osservatorio Allegheny

- Nel 1902 fu eletto membro dell'American Philosophical Society.[6]
- Nel 1910 ricevette la Medaglia Elliott Cresson del Franklin Institute.
- L'Associazione Brashear è stata fondata nel 1916 in sua memoria.
- Nel 2012, la John A. Brashear House and Factory di Pittsburgh è stata inserita nel National Register of Historic Places.[7]

Chiamato per lui:
- Il cratere Brashear sulla Luna[8]
- Il cratere Brashear su Marte[8]
- Asteroide 5502 Brashear[8]
- Brashear High School di Pittsburgh, Pennsylvania (1976)
- Brashear Street a Pittsburgh, Pennsylvania
- Uno dei telescopi dell'Osservatorio Goodsell